# اچ‌ام‌اس کرومر (جی۱۲۸)
اچ‌ام‌اس کرومر (جی۱۲۸) (به انگلیسی: HMS Cromer (J128)) یک کشتی بود که طول آن ۱۶۲ فوت (۴۹٫۴ متر) بود. این کشتی در سال ۱۹۴۰ ساخته شد.